# Touch the night
Touch the night is een lied dat werd geschreven door Neil Young. Het belandde in 1986 op nummer 8 van de rocklijst van Billboard.
In dat jaar bracht hij het uit op zijn elpee Landing on water. Daarnaast verscheen er een 12" promosingle met dezelfde elpeeversie op zowel de A- als B-kant. In 1984 was ook al eens een live-versie van het nummer verschenen op een bootleg, een dubbelelpee met de titel Touch the night - Santa Cruz 1984. In deze versie speelde hij het samen met zijn begeleidingsband Crazy Horse. 
Bijgaand verscheen er een videoclip onder regie van Tim Pope die vaker videoclips voor Young heeft gemaakt. Terwijl Young zingt, speelt hij in de clip een sensatiebeluste reporter die verslag doet van een verkeersongeval. Hij interviewt een gewonde en wordt afgehouden door politieagenten. Het lied vertolkt zijn afkeer van wat ook wel fake reality television wordt genoemd. Hij verwoordt dit onder meer met: If it bleeds, it leads (vrij vertaald: als er bloed is, is het een media-item).